# Vrš
Vrš je nástroj na chytání ryb v řece. Je to válcový nebo kuželovitý košík z proutí s trychtýřovým vstupem, který se klade na dno řeky tak, že funguje jako past: ryba, podporovaná proudem, se do vrše snadno dostane, ale proutí ji nepustí ven. Vrše se vyskytují od mezolitu a hrály významnou roli až do obecného rozšíření usedlého zemědělství, jak o tom svědčí místní i vlastní jména ve všech slovanských zemích[zdroj?] (někdy se uvádí, že pražská čtvrť Vršovice nese jméno podle vrší, základní česká onomaziologická příručka Zeměpisná jména v Čechách, na Moravě a ve Slezsku to ale (přes to, že Vršovice mají vrš ve znaku, což je přisuzováno na vrub lidové etymologii) považuje za nepravděpodobné. Dnes se podobné pasti dělají i z drátu nebo z umělých hmot.

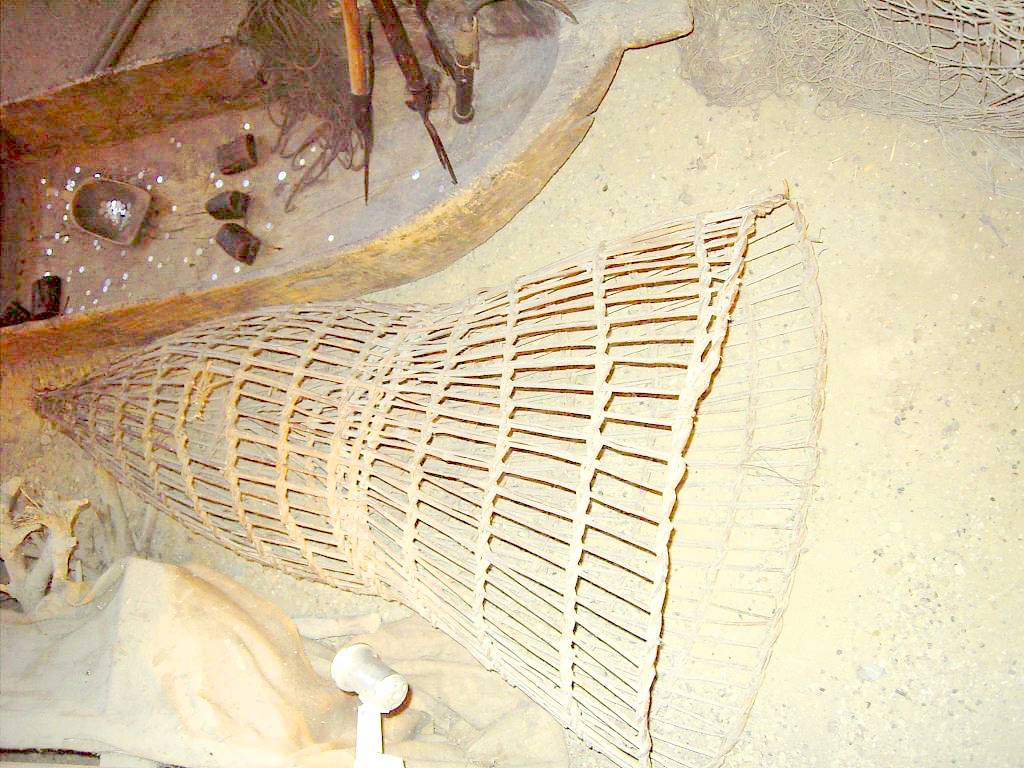
Vrš, muzeum ve Visegrádu, Maďarsko
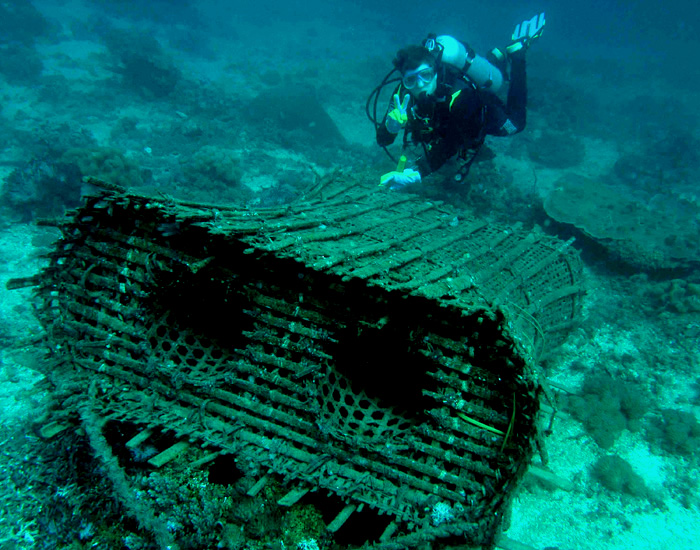
Tradiční vrš na Východním Timoru